# Ust'-Pristanskij rajon
L'Ust'-Pristanskij rajon (in russo Усть-Пристанский район?) è un rajon del kraj dell'Altaj, nella Russia asiatica.